# Latino sine flexione
Latino sine flexione, "Latin utan böjning", internationellt hjälpspråk skapat av italienaren Giuseppe Peano, numera knappast använt. Språket utnyttjar latinets ordförråd, men helt utan dess komplicerade böjningssystem. De flesta anhängare övergav språket till förmån för interlingua, när detta kom 1951.
Peano beskrev språket år 1903 i en artikel i tidskriften Revue de Mathématiques med rubriken De Latino sine Flexione, Lingua Auxiliare Internationale . I artikeln hävdade han att det redan fanns ett språk som det bildade Europa kunde, nämligen latin. Inte det klassiska latin som talades i det fallna romerska riket, utan det levande latin som talades i England och Latineuropa.
Peano ville dock förenkla inlärningen av språket genom att helt enkelt ta bort det mesta av grammatiken. Detta lyckades han poängtera genom att skriva en kort text på latin där han gradvis avskaffade grammatiska regler. Allt utan att tappa faktisk innebörd. Peano myntade där också det ganska kända uttrycket "mindre är mer".